# 奇人たちの晩餐会 USA
『奇人たちの晩餐会 USA』（きじんたちのばんさんかい ユーエスエー、原題: Dinner for Schmucks）は、2010年のアメリカ合衆国のコメディ映画。1998年制作のフランス映画『奇人たちの晩餐会』のリメイク作品である。日本ではビデオスルーとして、2011年2月18日にDVDが発売された。

## キャスト
| 役名               | 俳優                       | 日本語吹替 |
| ------------------ | -------------------------- | ---------- |
| バリー             | スティーヴ・カレル         | 飛田展男   |
| ティム             | ポール・ラッド             | 村治学     |
| サーマン           | ザック・ガリフィアナキス   | 多田野曜平 |
| キーラン           | ジェマイン・クレメント     | 神奈延年   |
| ジュリー           | ステファニー・ショスタク   | 岡本麻弥   |
| ダーラ             | ルーシー・パンチ           | 込山順子   |
| ランス・フェンダー | ブルース・グリーンウッド   | 世古陽丸   |
| ミューラー         | デヴィッド・ウォリアムス   | 高宮俊介   |
| コールドウェル     | ロン・リビングストン       | 茶花健太   |
| ウィリアムズ       | ラリー・ウィルモア         | 藤吉浩二   |
| スサーナ           | クリステン・シャール       |            |
| ヴィンチェンゾ     | パトリック・フィッシュラー |            |

- その他の声の吹き替え:逢笠恵祐／ふしだ里穂／中嶋アキ／荻沢俊彦／榊原奈緒子／嶋田翔平／高橋英則／山根舞